# Episodi di Due fantagenitori (seconda stagione)
La seconda stagione di Due fantagenitori è composta da 13 episodi andati in onda per la prima volta dal 1º marzo 2002 al 27 ottobre 2002 negli Stati Uniti.
In Italia è stata trasmessa da maggio 2004 su Fox Kids, all'interno di Jetix.
| nº | Titolo originale           | Titolo italiano           | Prima TV USA      | Prima TV Italia |
| -- | -------------------------- | ------------------------- | ----------------- | --------------- |
| 1  | Boys in the Band           | Concerto rock             | 1º marzo 2002     |                 |
| 1  | Hex Games                  | Giochi pericolosi         | 1º marzo 2002     |                 |
| 2  | Boy Toy                    | Bambino giocattolo        | 8 marzo 2002      |                 |
| 2  | Inspection Detection       | Prova di innocenza        | 8 marzo 2002      |                 |
| 3  | Action Packed              | Vita da film              | 22 marzo 2002     |                 |
| 3  | Smarty Pants               | Il saputello              | 22 marzo 2002     |                 |
| 4  | Super Bike                 | La Super-Bici             | 26 aprile 2002    |                 |
| 4  | A Mile in My Shoes         | Scambio di ruoli          | 26 aprile 2002    |                 |
| 5  | Timvisible                 | Timmy è invisibile        | 10 maggio 2002    |                 |
| 5  | That Old Black Magic       | Superstizione             | 10 maggio 2002    |                 |
| 6  | Foul Balled                | Un amico egoista          | 7 giugno 2002     |                 |
| 6  | The Boy Who Would Be Queen | Un desiderio sprecato     | 7 giugno 2002     |                 |
| 7  | Totally Spaced Out         | L'innamorato spaziale     | 12 luglio 2002    |                 |
| 7  | The Switch Glitch          | La resa dei conti         | 12 luglio 2002    |                 |
| 8  | Mighty Mom & Dyno Dad      | Supermamma e papà         | 6 settembre 2002  |                 |
| 8  | Knighty Knight             | Timmy, draghi e cavalieri | 6 settembre 2002  |                 |
| 9  | Fairy Fairy Quite Contrary | Un magico duello          | 13 settembre 2002 |                 |
| 9  | Nectar of the Odds         | Limonata speciale         | 13 settembre 2002 |                 |
| 10 | Hail to the Chief          | Viva il presidente!       | 27 settembre 2002 |                 |
| 10 | Twistory                   | Che storia, la storia!    | 27 settembre 2002 |                 |
| 11 | Fools Day Out              | Un buffo pesce d'aprile   | 11 ottobre 2002   |                 |
| 11 | Deja Vu                    |                           | 11 ottobre 2002   |                 |
| 12 | Information Stupor Highway | Viaggio in rete           | 20 ottobre 2002   |                 |
| 13 | Scary Godparents           | Pericolo scampato         | 27 ottobre 2002   |                 |

## Concerto rock
Dimmsdale è impazzita per il concerto di Chip Skylark. Intanto Timmy è infelice perché nessuno si ricorda del suo compleanno e desidera che a Chip capiti qualcosa di orrendo, ma non letale. Il cantante viene trattenuto in casa del bambino da Vicky, la quale si innamora di lui. Timmy, però, prova pena per Chip e desidera liberarlo, cosa che non si può fare, perché Vicky si è innamorata di lui e non si può distruggere il vero amore. Con uno stratagemma, Timmy fa capire a Vicky che Chip Skylark non è ricco, ma solo bello, simpatico e pieno di talento. Wanda teletrasporta Timmy e Chip al concerto, dove il cantante può esibirsi. Durante l'esibizione, i genitori di Timmy gli dicono che il suo compleanno è il giorno dopo.
- Guest star: Chris Kirkpatrick

## Giochi pericolosi
Timmy, Chester e A.J. sono al parco di skateboard, ma Vicky, che si ritiene superiore a qualsiasi bambino sullo skate, si autoproclama la regina del parco. Ella dichiara che i bambini con meno di 16 anni non possono entrare nel parco. Timmy sfida Vicky per diventare il re del parco. Nonostante si sia allenato, inizialmente teme la sfida, ma alla fine prende coraggio e si presenta. Riesce a vincere contro Vicky e, dal momento che è diventato il re del parco, dichiara che la regola imposta da lei non vale più.

## Bambino giocattolo
Timmy desidera essere minuscolo per avere le stesse dimensioni del suo giocattolo di Crimson Mentone. Nel frattempo, Tootie prende Cosmo e Wanda trasformati in pupazzi; così Timmy va a casa di Vicky per salvarli. Dopo aver combattuto contro il cane di quest'ultima, Doidle, Timmy riesce a salvare Cosmo e Wanda e regala a Tootie il suo pupazzo di Crimson Mentone.

## Prova di innocenza
Cosmo e Wanda si allenano per un’ispezione di Jorgen Von Strangle ed esaudiscono tutti suoi desideri. Timmy possiede le stesse cose che sono state rubate dal supermercato Wall 2 Wall, per questo i suoi genitori lo accusano del furto. A peggiorare la situazione, Jorgen Von Strangle arriva per un'ispezione su Timmy, Cosmo e Wanda e, nel caso in cui non siano in grado di superare la prova, Jorgen spedirà Cosmo e Wanda all'accademia militare del Fantamondo per un millennio. Timmy, nel frattempo, è determinato a catturare il vero ladro, Francis, così, dopo mille peripezie, decide di far vedere ai suoi genitori e ai poliziotti un video dove il bullo ruba alcuni oggetti. Da quel momento i signori Turner cominciano a credere sempre a Timmy e inoltre quest'ultimo riesce a passare l'esame di Jorgen.

## Vita da film
Dopo aver visto un film d'azione, Timmy desidera avere una vita piena d'azione. Tuttavia, la sua vita si trasforma in terrore quando Jorgen Von Strangle cattura Cosmo, Wanda e tutte le altre fate per impossessarsi della loro magia. Timmy dovrà quindi fermare Jorgen prima che diventi la fata più potente dell'universo.

## Il saputello
Timmy desidera essere il bambino più intelligente del mondo. La situazione si complica quando deve partecipare a una gara di intelligenza con A.J. e, come dice il libro delle regole, perde il suo intelletto. I due, allora, trovano un accordo: Timmy premerà il pulsante per permettere ad A.J. di rispondere alle domande. In questo modo riescono a vincere il concorso.

## La Super-Bici
Il padre di Timmy regala al figlio una bicicletta da lui costruita, che però è brutta. Quindi Timmy desidera avere una bicicletta indistruttibile, ma si rivelerà essere una bici parlante che vuole stare troppo tempo con lui.

## Scambio di ruoli
Timmy è invidioso per lo stile di vita dei suoi padrini; desidera perciò diventare il padrino fatato di Cosmo e Wanda, i quali diventano dei normali bambini. Questi ultimi, però, capiscono quanto è difficile essere un bambino e Timmy si rende conto che non è facile come sembra utilizzare i poteri magici.

## Timmy è invisibile
All'ultimo giorno di scuola Timmy deve ritirare un premio, ma Francis festeggia la fine dell'anno scolastico picchiando tutti i maschi. Allo scopo di evitare di essere picchiato dal bullo, il bambino desidera essere invisibile, ma si diverte così tanto che dimentica la cerimonia di premiazione, tanto che deve correre per ottenere il suo premio. A peggiorare la situazione, Crocker cerca di catturare Timmy invisibile per dimostrare l'esistenza dei fantagenitori. Alla fine, dopo essersi liberato dall'insegnante (che viene arrestato da una guardia), il protagonista riesce a prendere il suo premio e anche a non farsi picchiare da Francis.

## Superstizione

Timmy, Anti-Cosmo e Anti-Wanda

Ogni venerdì 13, le Anti-Fate (comandate da Anti-Cosmo) fuggono dal Fantamondo e si divertono a creare guai e portare sfortuna a tutti: Timmy, Cosmo e Wanda decidono di fermarle.

## Un amico egoista
Timmy è stufo di perdere tutte le partite di baseball dal momento che Chester gioca male, così desidera che il suo amico diventi un giocatore esperto di baseball. L'amico, però, diventa anche egoista, siccome gioca solo lui senza dare la possibilità agli altri di partecipare e si prende tutto il merito delle vittorie.

## Un desiderio sprecato
Timmy desidera accidentalmente diventare una femmina: utilizzando la sua nuova mente da ragazza cercherà di capire qual è il regalo perfetto per la festa di compleanno di Trixie.

## L'innamorato spaziale
Mark Chang torna sulla Terra per riprendersi Vicky. Timmy inizialmente è felice, ma i suoi genitori lo portano in un posto estremamente noioso, l'apprenditorium di Flappy Bob. Il bambino è così costretto a far tornare Vicky sulla Terra.

## La resa dei conti
Timmy desidera essere il baby-sitter di Vicky, la quale diventa una bambina di cinque anni, al fine di vendicarsi delle angherie di quest'ultima che lui stesso ha subito. Cosmo e Wanda, però, sono costretti a diventare i fantagenitori di Vicky, che a sua volta si vendicherà.

## Supermamma e papà
Timmy è stufo del fatto che i suoi genitori debbano correre per andare al lavoro e tornare a casa tardi senza avere alcun momento per lui, quindi desidera che i suoi genitori siano supereroi. I genitori-supereroi sono però impegnati ancora più di prima e Timmy, non potendo annullare il desiderio, deve convincere i suoi genitori a rinunciare ai super poteri.

## Timmy, draghi e cavalieri
Dopo la grande delusione di una fiera medievale (un cavaliere basso, un mago "venditore" e un beagle travestito da drago), Timmy desidera essere nella vera Camelot. Quest'ultimo, però, deve fermare un drago prima che mangi i suoi genitori travestiti da mucca. Nel frattempo l'incompetente mago Merlino vuole che il suo nipotino Artie, un ragazzino cieco, diventi re di Camelot, ma con scarsi risultati. Tuttavia quest'ultimo alla fine sarà aiutato da Timmy, che grazie a lui diventerà persino un eroe forzuto che ucciderà il drago, conquistando quindi il titolo di re.

## Un magico duello
Timmy diventa sospettoso di un ragazzo ricco chiamato Remy Buxaplenty e scopre che quest'ultimo ha un padrino fatato, che si rivela essere Juandissimo il Magnifico, l'ex-fidanzato di Wanda che parla con un forte accento spagnolo. Remy scopre le fate di Timmy e, invidioso che quest'ultimo possa comunque passare del tempo coi propri genitori, lo sfida, incitato da Juandissimo, a un duello magico, dove il perdente perde la fate e dimentica di averle avute.

## Limonata speciale
Timmy, Chester e A.J. desiderano vedere lo spettacolo Crash Nebula su ghiaccio, ma purtroppo è tutto esaurito. Il giorno dopo i tre amici incontrano Francis, che vende i biglietti a 500 $ l'uno. Siccome Timmy non può desiderare di avere tre biglietti e neanche 1500 $, è costretto a vendere la limonata, che però è orribile. In seguito il bambino scopre che il calzino sudato di Cosmo rende il gusto della limonata migliore, così lo mette come suo ingrediente segreto. Adesso la limonata si vende più facilmente, ma fa avverare i desideri delle persone che la bevono, creando così caos in città. Alla fine il bambino, bevendo l'ultimo bicchiere di limonata, desidera che tutto torni come prima, perdendo in questo modo tutti i soldi ricavati. Un bambino costretto da Vicky a lavorare duramente beve l'ultimo sorso di limonata ed esprime il desiderio che suo padre venga a prenderlo. Il padre del bambino si rivela essere Doug Dimmadome, che, come ricompensa, decide di far assistere Timmy, Chester e A.J. allo spettacolo di Crash Nebula. Nel finale viene rivelato che i tre  assistono allo spettacolo come venditori di limonata.

## Viva il presidente!
Timmy scopre che Trixie sta sempre con Tad e Chad perché sono presidenti del corpo studentesco e questi ultimi hanno diritto anche a mangiare per primi. Così Timmy, al fine di stare accanto a Trixie, si candida presidente; vince le elezioni, ma le sue guardie del corpo (Chester e A.J.) lo tengono costantemente lontano da Trixie e lo seguono ovunque lui vada, persino in bagno.

## Che storia, la storia!
Timmy desidera che i grandi leader americani (George Washington, Thomas Jefferson e Benjamin Franklin) vadano nella sua casa sull'albero per terminare una relazione. Dal momento che sono scomparsi dalla storia, gli Stati Uniti tornano ad essere una colonia inglese. Timmy non può annullare il desiderio, siccome le bacchette di Cosmo e Wanda sono state pignorate per le tasse. Il bambino deve quindi usare il suo Scooter Temporale per farli ritornare al loro periodo storico e per fermare Benedict Arnold, che vuole che gli Stati Uniti si arrendano. Il giorno dopo a scuola, Timmy racconta dei tre Padri fondatori, prendendo una F come voto.

## Un buffo pesce d'aprile
Timmy è stanco di essere vittima degli scherzi dei suoi genitori, dei suoi padrini fatati, dei suoi amici e addirittura del resto dei cittadini di Dimmsdale. Convoca così il Giullare d'aprile, la fata burlona, che però quando comincia a fare uno scherzo non sa quando fermarsi: Timmy e le sue fate devono fermarlo prima che congeli la Terra.

## Deja Vu
Timmy desidera avere un orologio che gli permette di rifare tutte le azioni; Wanda trasforma quindi Cosmo in un orologio da polso a ripetizione, che sfortunatamente viene rubato da Vicky. Così Timmy desidera che anche Wanda diventi come Cosmo, ma che funzioni solo con lui. Quando Vicky tiene l'orologio che funziona solo con Timmy, viene investita dallo scuolabus e ferita in tutto il corpo. Alla fine dell'episodio, si vede la scena in cui Cosmo e Wanda sono stati assegnati a Timmy.

## Viaggio in rete
Timmy entra nel web per recuperare una bizzarra e-mail che i suoi genitori hanno scritto e inviato a Trixie, ma prende la lettera sbagliata (una per A.J. mandatagli dal presidente). Nel mentre Crocker escogita un piano per dimostrare l'esistenza dei fantagenitori. Alla fine Timmy recupera la lettera, umilia Crocker diffondendo in tutto il mondo un video di lui con indosso un vestito da donna rosso e distrugge il video con la prova dell'esistenza delle fate. Inoltre Crocker viene arrestato perché A.J. crede che lui sia la fonte del "Virus dal cappello rosa", in realtà Timmy.

## Pericolo scampato
È Halloween e Timmy desidera travestirsi da robot-zucca. Purtroppo, esistono solo quattro costumi da robot-zucca, che sono stati vinti in un concorso da Trixie, Veronica, Tad e Chad. A peggiorare le cose, Vicky viene pagata dai signori Turner per accompagnare Timmy e i suoi amici a fare dolcetto o scherzetto?, facendo indossare a Timmy un costume da mummia fatto di carta igienica. Vicky riceve tutte le caramelle, mentre Timmy e i suoi amici niente, siccome i loro costumi non sono realistici. Rendendosene conto, Timmy desidera che tutti i costumi di Halloween siano reali e spaventosi. Così tutti diventano le vere versioni dei costumi che stanno indossando, tra cui i ragazzi popolari, che diventano il vero robot-zucca e minacciano di distruggere la Terra. Timmy non può annullare il desiderio, perché Cosmo e Wanda erano in costume e non sono più magici. Nel frattempo, gli Yugopotamiani, vedendo la gente festeggiare Halloween, pensano che la Terra stia progettando una guerra intergalattica e tentano di contrastare l'attacco a modo loro. Fortunatamente alla fine Timmy riesce a risolvere la situazione.